# Анси (Бельгия)
Анси́ (фр. Hensies, валлон. Inzî, пикард. Hinzi) — коммуна в Валлонии, расположенная в провинции Эно, округ Монс. Принадлежит Французскому языковому сообществу Бельгии. На площади 25,99 км² проживают 6 698 человек (плотность населения — 258 чел./км²), из которых 48,19 % — мужчины и 51,81 % — женщины. Средний годовой доход на душу населения в 2003 году составлял 10 466 евро.
Почтовый код: 7350. Телефонный код: 065.